# Liste der Naturdenkmale in Großerlach
| Naturdenkmale | Anzahl |
| ------------- | ------ |
| FND           | 14     |
| END           | 9      |
| Gesamt        | 23     |

Die Liste der Naturdenkmale in Großerlach nennt die verordneten Naturdenkmale (ND) der im baden-württembergischen Rems-Murr-Kreis liegenden Gemeinde Großerlach. In Großerlach gibt es insgesamt 23 als Naturdenkmal geschützte Objekte, davon 14 flächenhafte Naturdenkmale (FND) und 9 Einzelgebilde-Naturdenkmal (END).
Stand: 5. Juli 2025.

## Flächenhafte Naturdenkmale (FND)
| Name                                     | Bild | Kennung     | Einzelheiten            | Position | Fläche Hektar | Datum         |
| ---------------------------------------- | ---- | ----------- | ----------------------- | -------- | ------------- | ------------- |
| Ehemaliger Steinbruch im Lias und Gehölz | BW   | 81190240005 | Großerlach              | ⊙        | 0,7           | 31. Dez. 1986 |
| Ehemaliger Steinbruch                    | BW   | 81190240023 | Großerlach              | ⊙        | 0,3           | 13. Nov. 1992 |
| Feuchtwiese mit Bachlauf                 | BW   | 81190240002 | Großerlach              | ⊙        | 0,9           | 31. Dez. 1986 |
| Feuchtwiesen im Ranzenbachtal            | BW   | 81190759022 | Großerlach              | ⊙        | 0,3           | 31. Dez. 1986 |
| Kiefer und 2 Teiche                      | BW   | 81190240012 | Großerlach              | ⊙        | 0,1           | 23. Aug. 1979 |
| Klinge südöstlich Kleinerlach            | BW   | 81190240004 | Großerlach              | ⊙        | 0,6           | 31. Dez. 1986 |
| Magerwiese und Solitär-Birke             | BW   | 81190240003 | Großerlach              | ⊙        | 2,0           | 31. Dez. 1986 |
| Oberer Teil der Mohrklinge               | BW   | 81190240001 | Großerlach, Spiegelberg | ⊙        | 4,0           | 31. Dez. 1986 |
| Palmklinge                               | BW   | 81190240007 | Großerlach              | ⊙        | 5,6           | 23. Aug. 1979 |
| Pflanzenstandort                         | BW   | 81190240018 | Großerlach              | ⊙        | 0,2           | 23. Aug. 1979 |
| Streuwiese                               | BW   | 81190240021 | Großerlach              | ⊙        | 2,2           |               |
| Waldrand am Kuhrain                      | BW   | 81190240016 | Großerlach              | ⊙        | 1,4           | 23. Aug. 1979 |
| Waldwiese                                | BW   | 81190240024 | Großerlach              | ⊙        | 0,7           | 13. Nov. 1992 |
| 10 Eichen am Waldtrauf                   | BW   | 81190240014 | Großerlach              | ⊙        | 0,1           | 23. Aug. 1979 |
| Legende für Naturdenkmal                 |      |             |                         |          |               |               |

## Einzelgebilde (END)
| Name                       | Bild | Kennung     | Einzelheiten | Position | Fläche Hektar | Datum         |
| -------------------------- | ---- | ----------- | ------------ | -------- | ------------- | ------------- |
| Baumbestand bei der Kirche | BW   | 81190240009 | Großerlach   | ⊙        | 0,0           | 23. Aug. 1979 |
| Eiche im Götzenbrunnental  | BW   | 81190240006 | Großerlach   | ⊙        | 0,0           | 31. Dez. 1986 |
| Eiche                      | BW   | 81190240015 | Großerlach   | ⊙        | 0,0           | 23. Aug. 1979 |
| Eichen- und Buchengruppe   | BW   | 81190240020 | Großerlach   | ⊙        | 0,0           | 17. Aug. 1981 |
| Fünf Linden                | BW   | 81190240010 | Großerlach   | ⊙        | 0,0           | 23. Aug. 1979 |
| Große Buche und Weide      | BW   | 81190240022 | Großerlach   | ⊙        | 0,0           | 13. Nov. 1992 |
| Linde am Ortseingang       | BW   | 81190240019 | Großerlach   | ⊙        | 0,0           | 23. Aug. 1979 |
| Linde                      | BW   | 81190240011 | Großerlach   | ⊙        | 0,0           | 23. Aug. 1979 |
| Solitär-Eiche              | BW   | 81190240017 | Großerlach   | ⊙        | 0,0           | 23. Aug. 1979 |
| Legende für Naturdenkmal   |      |             |              |          |               |               |

## Ehemalige Naturdenkmale
| Name                     | Bild | Kennung | Einzelheiten    | Position | Fläche Hektar | Datum         |
| ------------------------ | ---- | ------- | --------------- | -------- | ------------- | ------------- |
| 3 Ahornbäume             |      |         | Großerlach Grab | ???      | 0,0           | 23. Aug. 1979 |
| Buche                    |      |         | Großerlach Grab | ???      | 0,0           | 23. Aug. 1979 |
| Eiche bei der Schanze    |      |         | Großerlach      | ???      | 0,0           | 23. Aug. 1979 |
| Legende für Naturdenkmal |      |         |                 |          |               |               |